# ماتياس بارادا
ماتياس بارادا (بالإسبانية: Matías Parada)‏ (2 أبريل 1998 في تشيلي - ) هو مدرب كرة قدم ولاعب كرة قدم تشيلي في مركز الوسط. لعب مع نادي أونيفرسيداد دي تشيلي.

## وصلات خارجية
- ماتياس بارادا على موقع قاعدة بيانات كرة القدم.إي يو (الإنجليزية)
- ماتياس بارادا على موقع Soccerway.com (الإنجليزية)
- ماتياس بارادا على موقع AS.com (الإسبانية)